# برگن اونز
برگن اونز (انگلیسی: Bergen Evans؛ ۱۹ سپتامبر ۱۹۰۴ – ۴ فوریهٔ ۱۹۷۸) فرهنگ‌نویس و زبان‌شناس اهل ایالات متحده آمریکا بود.
وی همچنین برندهٔ جوایزی همچون بورسیه رودز و جایزه پیبادی شده‌است.